# Libertia insignis
Libertia insignis är en irisväxtart som beskrevs av Pierfelice Ravenna. Libertia insignis ingår i släktet Libertia och familjen irisväxter. Inga underarter finns listade i Catalogue of Life.